# Spijk (Groninga)
Spijk (53° 23′ N, 6° 50′ L) é uma cidade dos Países Baixos, na província de Groninga. Spijk (Groninga) pertence ao município de Delfzijl, e está situada a 26 km, a nordeste de Groninga.
Em 2001, a cidade de Spijk tinha 1132 habitantes. A área urbana da cidade é de 0.50 km², e tem 475 residências.
A área de Spijk, que também inclui as partes periféricas da cidade, bem como a zona rural circundante, tem uma população estimada em 1250 habitantes.